# 栃木県道132号安塚停車場線
栃木県道132号安塚停車場線（とちぎけんどう132ごう やすづかていしゃじょうせん）は、栃木県下都賀郡壬生町に位置する一般県道である。

## 概要
壬生町北部、東武安塚駅から県道宇都宮栃木線（栃木街道安塚バイパス）までを結ぶ路線である。
2011年（平成23年）までは栃木県道の中で総延長の25mと最も距離が短い路線であった。2004年（平成16年）4月1日、県による安塚駅西広場および安塚駅西線の整備を進めるための措置として工事に先立って路線変更により認定上の終点が栃木県道2号宇都宮栃木線に変更され、2011年3月3日、宇都宮栃木線旧道から同線安塚バイパスまでの新道が開通した。

### 路線データ
- 総延長：0.694km[2]
- 実延長：0.468km[3]
- 起点：栃木県下都賀郡壬生町大字安塚（安塚停車場）
- 終点：栃木県下都賀郡壬生町大字安塚（栃木県道2号宇都宮栃木線交点）
- 認定：2004年（平成16年）4月1日

## 重複路線
- 栃木県道65号鹿沼下野線（壬生町安塚地内一部区間重複）

## 歴史
- 1961年（昭和36年）4月1日 - 一般県道として認定される。
- 2004年（平成16年）4月1日 - 路線変更により安塚駅から主要地方道宇都宮栃木線までの路線として再認定される。[4]
- 2011年（平成23年）3月3日 - 県道鹿沼石橋線（当時）-県道宇都宮栃木線間が供用開始。[2][5]。

## 沿線施設
- 東武鉄道宇都宮線 安塚駅